# سونی اریکسون دبلیو۸۵۰آی
سونی اریکسون دبلیو۸۵۰آی (به انگلیسی: Sony Ericsson W850i)، یک‌نمونه از گوشی‌های تلفن همراه سری دبلیو (به انگلیسی: W) شرکت سونی اریکسون می‌باشد که توسط همین شرکت به بازار عرضه شده‌است.